# مون-سن-میشل، کبک
مون-سن-میشل (به فرانسوی: Mont-Saint-Michel) شهری در منطقه شهری آنتوان-لابل ناحیه لورانتید در استان کبک کانادا است. در سرشماری سال ۲۰۱۱ این شهر ۶۵۷ نفر جمعیت داشته‌است و مساحت آن ۱۳۷٫۶۵ کیلومتر مربع است.